# Aulus Manlius Torquatus (Konsul 164 v. Chr.)
Aulus Manlius Torquatus war ein in der ersten Hälfte des 2. Jahrhunderts v. Chr. lebender Politiker der Römischen Republik und 164 v. Chr. Konsul.

## Leben
Aulus Manlius Torquatus entstammte dem römischen Patriziergeschlecht der Manlier. Nach dem Zeugnis der Fasti Capitolini führte sein Vater ebenfalls das Pränomen Aulus und sein Großvater das Pränomen Titus. Demnach dürfte er ein Enkel des Konsuls von 235 v. Chr. und 224 v. Chr., Titus Manlius Torquatus, gewesen sein, während von seinem gleichnamigen Vater Aulus Manlius Torquatus nichts Weiteres bekannt ist.
Das erste bekannte Amt von Aulus Manlius Torquatus’ cursus honorum ist seine Prätur, die er 167 v. Chr. ausübte. In dieser Funktion sollte er Sardinien verwalten. Allerdings konnte er sich nicht in seine Provinz begeben, da er stattdessen auf Anweisung des Senats in Fällen von Kapitalverbrechen Ermittlungen anzustellen hatte. Nachdem sein Bruder Titus 165 v. Chr. das Konsulat bekleidet hatte, gelangte Aulus Manlius Torquatus im folgenden Jahr 164 v. Chr. ebenfalls zu diesem höchsten Staatsamt. Sein Mitkonsul war Quintus Cassius Longinus, der 167 v. Chr. Stadtprätor gewesen war.
Aulus Manlius Torquatus ist wohl identisch mit jenem Aulus Manlius A. f., der in einem etwa aus dem Jahr 159 v. Chr. stammenden Senatsbeschluss über Tibur als erster Urkundenzeuge angeführt wird. Ferner ist er nach der Meinung des Althistorikers Friedrich Münzer wohl auch jener von Plinius dem Älteren erwähnte Konsular Aulus Manlius Torquatus, der unerwartet während des Essens dahinschied.